# Arlequin
Arlequin (auch japanisch アルルカン, Arurukan) ist eine fünfköpfige J-Rock-Band, die 2013 in Tokio, Japan, gegründet wurde. Sie steht in der Tradition von Visual Kei.

## Geschichte
Mit der Gründung von Arlequin war der Anspruch verbunden, sich als Band einer neuen Generation des Nagoya Kei, eines in den frühen Neunzigerjahren entstandenen düsteren Subgenres von Visual Kei, zu profilieren. Als Vorbilder dafür fungierten Bands wie Kuroyume, ROUAGE und Laputa.
Der Name der Band entspricht dem französischen Begriff für Harlekin, eine clowneske Bühnenfigur, deren Ursprünge häufig in der Theatertradition der italienischen Commedia dell’arte verortet werden. Gemäß Eigenaussagen der Mitglieder wurde er gewählt, um dem Image der Band einen Anstrich des „Exzentrischen“ und „Toxischen“ zu verleihen.
Die Anfänge von Arlequin waren von schnellem Erfolg gekrönt: Ihre erste Single Arlequin (2013) erreichte Platz 7 der Oricon Singles Chart, und bereits innerhalb eines Jahres nach ihrer Gründung gelang es der Band, ein Konzert in der Shibuya Public Hall auszuverkaufen, laut verschiedenen Medien so schnell, wie es in den vorangegangenen Jahren keiner anderen Band gelungen war.
Im April 2019 sprach ein japanisches Musikmagazin Arlequin und der befreundeten Band DEZERT das Potenzial zu, wie früher X Japan und Luna Sea oder Dir En Grey und Pierrot zu den „beiden Großen“ der jüngsten Visual Kei-Generation aufsteigen zu können.
Neben einer Vielzahl an Singles und EPs haben Arlequin bis heute fünf Alben veröffentlicht: Near Equal (2014), Utopia (2016), Bless (2018, Mini-Album), The Laughing Man (2020) und Monster (2022). 2017 (Kachikan no Chigai wa Yuiitsu no Sukuidatta) und 2021 (Pieces) erschienen zudem Best-of-Alben. Gegenwärtig steht die Band unter Vertrag beim Indie-Label Goemon Records.
Arlequin unternahmen regelmäßig größere Tourneen durch Japan und veröffentlichten mehrere Live-DVDs. Im Juli 2016 musste Sänger Aki sich von geplanten Live-Auftritten zurückziehen, um sich von einer chronischen Stimmbandentzündung, die auf eine Überbeanspruchung seiner Stimme zurückzuführen war, zu erholen.

## Stil
Arlequin spielen einen konventionellen poppigen J-Rock, durchmengt mit Metalcore-Elementen (harte und schnelle Gitarrenriffs, Growling-Einlagen). Die Themen ihrer Songs sind häufig melancholisch sowie von gesellschaftskritischer und provokatorischer Prägung (Dame Ningen, Omit, Makka na Uso). Die Lyrics sind größtenteils in Japanisch gehalten, mit seltenen englischen Passagen.
Wie für Visual Kei-Bands üblich, liegt der Fokus von Arlequin stark auf einer extravaganten, polierten und häufig variierenden Optik, die in einer Vielzahl von Musikvideos und anderen visuellen Medien präsentiert wird. Entsprechend ihrem Bandnamen präsentieren sich die Mitglieder fast ausschließlich stark geschminkt und in bunten, clownesken Kostümen, wobei Sänger Aki die Rolle eines weinenden Clowns mimt. Ein wichtiges visuelles Leitmotiv, der Zirkus, kam auch schon in größerem Stil bei der Bühnendekoration anlässlich von Liveshows zum Tragen.

## Diskografie

### Alben und Mini-Alben
- 2014: Near Equal
- 2016: Utopia
- 2018: Bless
- 2020: The Laughing Man
- 2022: Monster

### Kompilationen
- 2017: Kachikan no Chigai wa Yuiitsu no Sukuidatta (価値観の違いは唯一の救いだった)
- 2021: Pieces

### Singles und EPs
- 2013: Arlequin
- 2014: 似非林檎-eseringo-
- 2014: Eclipse
- 2014: Stella (ステラ)
- 2014: Hakaana (墓穴)
- 2014: Ichijiku (無花果)
- 2015: Dilemma (ジレンマ)
- 2015: All I Need
- 2015: Douke no Hana (道化ノ華)
- 2015: Qualia (クオリア)
- 2016: Paranoia
- 2016: Karma (カルマ)
- 2017: Kageboushi (影法師)
- 2017: Makka na Uso (真っ赤な嘘)
- 2017: Puzzle
- 2018: Exist
- 2019: Razzle-dazzle (ラズルダズル)
- 2019: Anima
- 2020: Ikari (怒り)
- 2020: Veludo (ビロード)
- 2021: Sekai no Owari to Yoake Mae (世界の終わりと夜明け前) / Siren (サイレン)[6]
- 2022: Monster
- 2022: Libra
- 2022: Pictures